# جان أستروك
جان أستروك (بالفرنسية: Jean Astruc)‏ ‏(1684-1766) هو بروفيسور في الطِب في مونبلييه وباريس، وهو أولَ من كتبَ دراسةً حول الزهري والأمراض المنقولة جنسيًا، وأيضًا أصدرَ كتابًا صغيرًا مجهول المصدر، والذي لعبَ دورًا أساسيًا في أصول التحليل النصي الناقد لأعمال الكتاب المُقدس. يُعتبر جان أول من حاول أن يُبرهن النظرية التي تتحدث أنَّ سفر التكوين مبني على عدة مصادر أو تقاليد مخطوطة، حيثُ استخدم تقنيات التحليل النصي والتي كانت شائعة في دراسة الكلاسيكيات العلمانية، ويُسمى هذا النهج حاليًا باسم الفرضية الوثائقية. ولدَ جان في 19 مارس 1684 في فرنسا، وتوفيَ في 5 مايو 1766 في باريس.